# Gustavus Frankenstein
Gustavus Frankenstein, Taufname Gustav Ludwig Tracht (* 23. Januar 1828 in Worfelden, Provinz Starkenburg, Großherzogtum Hessen; † 11. Dezember 1893 in Cincinnati, Ohio), war ein deutschamerikanischer Landschaftsmaler, Mathematiker, Autor und Zeichenlehrer.

## Leben
Gustavus Frankenstein war das fünfte Kind und der jüngste Sohn des lutherischen Kantors, Privatlehrers und späteren Möbelschreiners Johannes Tracht (auch Drach, 1789–1842) und dessen Ehefrau Anna Katharina, geborene Vollhard (auch Vollhart, 1792–1871). Gustavus hatte zwei Schwestern und drei Brüder: den Porträt-, Genre- und Landschaftsmaler John Frankenstein, den Landschaftsmaler Godfrey Frankenstein, Marie Frankenstein, die als Landschafts- und Blumenmalerin, Bildhauerin und Lehrerin wirkte, den Landschafts- und Porträtmaler sowie Journalisten George Frankenstein und schließlich Eliza Frankenstein, die ebenfalls als Landschaftsmalerin hervortrat.
In der deutschen Heimat hatte der Vater in der Zeit der Demagogenverfolgung seine Stelle als Kantor und seine Zulassung als Privatlehrer verloren, nachdem bekannt geworden war, dass er mit dem in die Schweiz emigrierten Burschenschafter Adolf Ludwig Follen korrespondiert hatte. So der Existenzgrundlage beraubt, entschloss sich der Vater, mit seiner Familie in die Vereinigten Staaten auszuwandern. Die Familie kam 1831/1832 nach Cincinnati, Ohio, wo sie wegen der schlecht klingenden englischen Aussprache ihres Familiennamens Tracht (Drach) ihn in Frankenstein änderte, möglicherweise nach der Burg Frankenstein bei Darmstadt, in deren Nähe der Vater geboren worden war. Auch die Namen der Kinder wurden anglisiert.
Nach kurzzeitigem Schulbesuch machte Frankenstein zunächst eine Ausbildung als Buchdrucker. Er arbeitete anfangs für die Cincinnati Times, dann in Louisville, Kentucky. In den frühen 1850er Jahren ging er zu seinem Bruder Godfrey nach New York City und half ihm, das Moving Panorama of Niagara Falls anzufertigen. Im Mai 1853 zog er nach Springfield, wo die Familie Frankenstein seit 1849 ein Haus besaß. Zusammen mit seinem Bruder Godfrey unterrichtete er eine Weile in den 1860er Jahren als Zeichenlehrer am Female Seminary in Springfield. 1867 brachen die Brüder zu einer Europareise auf, in deren Verlauf sie bis 1869 England, Wales und die Alpen (Chamonix-Mont-Blanc) bereisten. 1875 zeigte er eine seiner Alpenlandschaften auf der Cincinnati Industrial Exposition.
Eine Leidenschaft Frankensteins galt der Mathematik. Um 1860 beteiligte er sich an Preisausschreiben zur Lösung mathematischer Probleme und gewann einige Preise. Am 11. März 1875 berichtete das Blatt The Cincinnati Commercial, dass Gustavus Frankenstein eine erstaunliche mathematische Entdeckung gemacht habe, und beschrieb seine Arbeit als „A Big Puzzle: New and Marvelous – Magic Cubes – A Great Curiosity – Magic Cubes of 8 – Composed of 512 Numbers, Including Every Number from 1 to 512, And Consisting of Thirty Different Equal Squares and 244 Different Equal Rows – Common Sum 2,052.“ Nach Frederick Augustus Porter Barnard bzw. William H. Benson und Oswald Jacoby handelt es sich dabei um die Entdeckung eines perfekten magischen Würfels der 8. Ordnung. Am 2. Juni 1876 hielt Frankenstein einen Vortrag in der New Yorker Steinway Hall unter dem Thema „Reciprocal Identity and the Magic Reciprocals, a New Principle of Mathematics“.

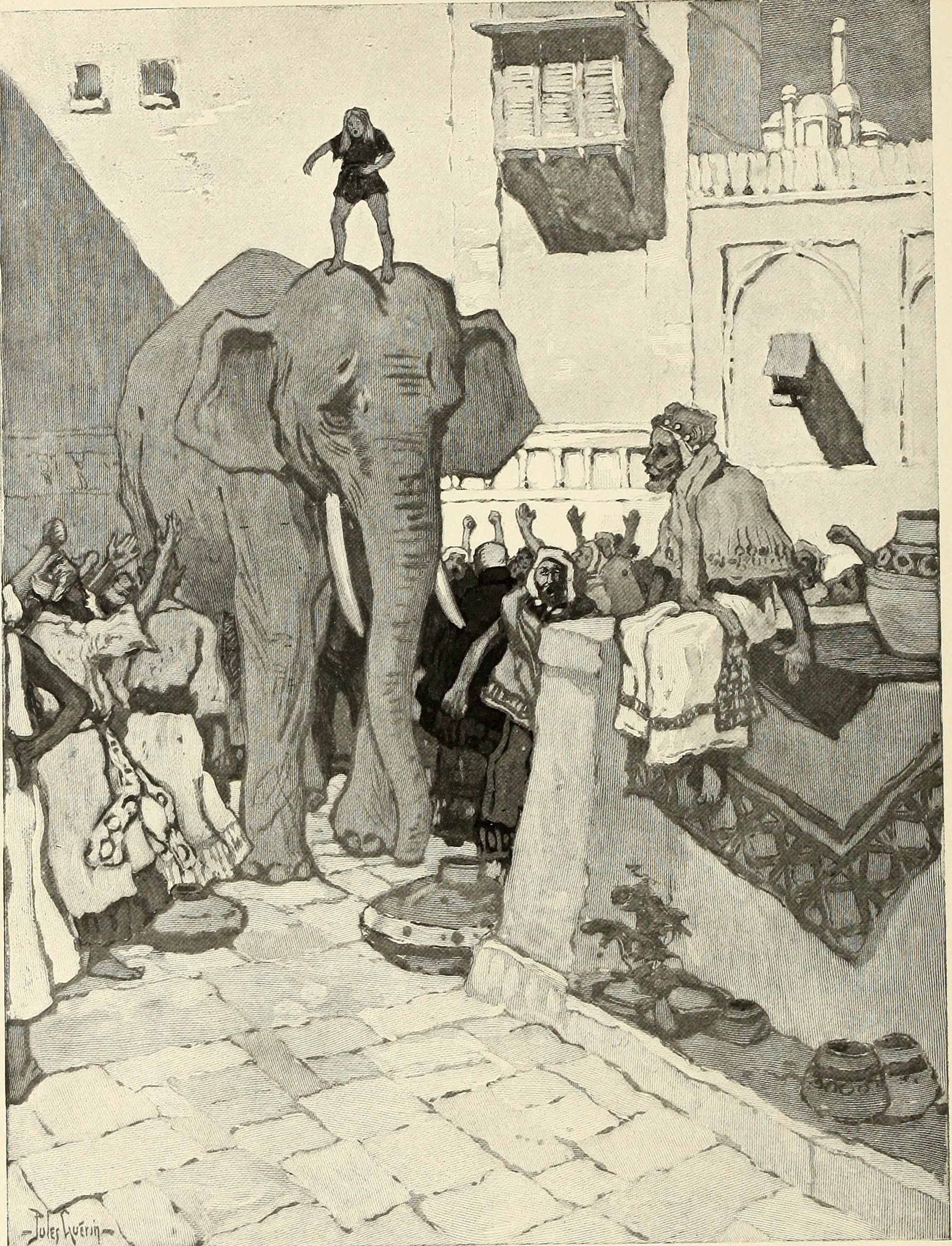
Jules Guérin: Illustration zu Frankensteins Geschichte The Little Boy and the Elephant, Auflage von 1900

In den späten 1870er Jahren unternahm Frankenstein eine weitere Reise, möglicherweise lebte er eine Weile auf den Bahamas oder auf Hawaii. 1877/1878 wohnte er – sich als „scientist“ bezeichnend – zusammen mit seinem Bruder George, der als Journalist arbeitete, am Broadway in New York City. 1880 kehrte er nach Springfield zurück. In dieser Zeit malte er Landschaften auf Seemuscheln und schrieb unter anderem für das Blatt Springfield Republic eine Reihe von Artikeln, Gedichten und Geschichten, auch solche für Kinder. Seit 1877 schrieb er Erzählungen für die Kinder-Zeitschrift St. Nicholas. An Illustrated Magazine for Young Folk. Seine Kindergeschichte The Little Boy and the Elephant, die in ihrem Handlungsstrang der späteren Erzählung Tarzan and the Apes von Edgar Rice Burroughs ähnelt, wurde mit Illustrationen von Jules Guérin und Gustave Verbeek mehrfach aufgelegt.
Neben der Schriftstellerei gab er Privatstunden im Zeichnen und Malen sowie in Botanik. Auf dem Familiengrundstück baute er sich 1888 eine eigene zweigeschossige Unterkunft, möglicherweise weil er sich mit seinen Schwestern Eliza und Marie, die im elterlichen Haus lebten, überworfen hatte. Dort begann er mit der Reparatur von Uhren. 1893 zogen Gustavus und seine Schwestern nach Cincinnati, nachdem er im selben Jahr in Black’s Opera House in Springfield noch ein letztes Mal das Moving Panorama of Niagara Falls gezeigt hatte.
Gustavus Frankenstein starb im Alter von 65 Jahren in Cincinnati. Dort liegt er auf der Spring Grove Cemetery begraben.

## Veröffentlichungen (Auswahl)
- Magic Reciprocals: Involving a New, Wonderful and Beautiful Theorem. Wrightson, Cincinnati 1875.
- Gustavus Frankenstein’s Great Principle of Reciprocal Identity. D. Van Nostrand, New York 1878.
- The Little Boy and the Elephant. In: St. Nicholas. An Illustrated Magazine for Young Folk, 27 (3), 1900, S. 186–197.